# Kladruby (okres Teplice)
Obec Kladruby se nachází v okrese Teplice v Ústeckém kraji. Žije v ní 443 obyvatel.

## Historie
Název obce vznikl ze slova Kladerob, což dříve od řemeslníků nazvané podle jejich řemesla, které zde těžili dřevo. První písemná zmínka o obci pochází z roku 1370. Od dob založení vesnice prošla mnoho změnami. V období, kdy se vesnice rozšiřovala, zde byly pouze pastviny, louky a místy nízké porosty. Postupem času, kdy se obec rozšiřovala, tak i louky, pole mizely. Obyvatelstvo tvořilo hlavně vrstva zemědělců, kteří využívali okolní plochy pro chov dobytka, a pěstování plodin. Obec se začala rozrůstat, přestal být zájem o zemědělství, volné plochy poskytly prostor pro výstavbu nových domů. Ohledně dávné historie se ví velice málo, původní spisy obecní kroniky se ztratily. Další kronika byla založena po vysídlení původního obyvatelstva po skončení druhé světové války, která se píše dodnes.

## Obyvatelstvo
|           | 1869 | 1880 | 1890 | 1900 | 1910 | 1921 | 1930 | 1950 | 1961 | 1970 | 1980 | 1991 | 2001 | 2011 |
| --------- | ---- | ---- | ---- | ---- | ---- | ---- | ---- | ---- | ---- | ---- | ---- | ---- | ---- | ---- |
| Obyvatelé | 277  | 314  | 372  | 453  | 557  | 516  | 576  | 304  | 317  | 348  | 343  | 241  | 248  | 335  |
| Domy      | 32   | 36   | 38   | 47   | 50   | 49   | 66   | 70   | 61   | 66   | 69   | 76   | 77   | 90   |

## Pamětihodnosti
- Kaple sv. Petra a Pavla. Vysoká kaple, stojící v obci při průjezdní silnici, byla postavena na místě starší kaple v roce 1903. Kaple je zcela prázdná. Ve věžičce zvon z roku 1781 od Jana Jiřího Kühnera.
- Socha svatého Jana Nepomuckého.